# جويدو بيليدو
جويدو بيليدو (مواليد 7 أغسطس 1979) هو سياسي بيروفي يشغل حالياً منصب رئيس الوزراء منذ 29 يوليو 2021.